# Acadèmia de les Llengües Canac
L'Acadèmia de les Llengües Canac (ALK) és una acadèmia encarregada de promoure les llengües canac que es parlen a la col·lectivitat territorial de Nova Caledònia. Prevista per l'Acord de Nouméa,ha estat creada per la deliberació del Congrés de Nova Caledònia núm. 265 de 17 de gener de 2007 que regula la seva creació i organització. El seu director actual és Weniko Ihage.

## Les llengües canac
El paisatge lingüístic canac es caracteritza principalment per la seva diversitat, característica important de la cultura oceànica. Les llengües canac, en el sentit de l'ALK, pertanyen a la família de les llengües austronèsies, excepte el tayo, crioll de Saint Louis. L'ALK considera que hi ha 40 llengües i dialectes parlats e a Nova Caledònia es compon de:
- 28 idiomes, classificats en 3 grups principals: els 13 idiomes del nord, 11 idiomes del sud i 4 idiomes de Loyauté;
- 11 dialectes 11 dialectes
- 1 créole : el tayo (Le Mont-Dore).

A partir de les xifres del cens de 1996, el Laboratori de Llengües i Civilitzacions de Tradició Oral (Lacito, lligat al CNRS) ha fet una estimació de 75.411 parlants, però la realitat se situa dessota aquesta xifra (cens de 2004 : 62.648 parlants), distribuïts de la següent manera:
- Illes Loyauté: 22,4%
- Província del Nord: 35,5%
- Província del Sud: 42,1%

Les tres llengües més parlades són el drehu (13.249 parlants), el nengone (7.958) i el paicî (6.056).
Per a l'administració, quatre llengües canac figuren com a prova opcional en diversos concursos de la Funció Pública de Nova Caledònia: l'ajië a més de les tres ja esmentades.

## Organització de l'ALK
A nivell organitzatiu, les dues àrees d'activitat de l'ALK seran la normalització, la promoció i desenvolupament del patrimoni lingüístic. En matèria de normalització, l'ALK utilitzarà les normes estandarditzades d'ús per les llengües que ja en tinguin i desenvoluparà una norma per a aquelles que no en tinguin, tenint cura de mantenir la coherència global. Per la promoció i desenvolupament de les llengües canac, el seu rol consistirà a afavorir la innovació lingüística, articipar en la validació d'instruments, professors, programes i continguts en relació amb les autoritats competents. Haurà d'obrir nous espais d'expressió (sanitat, mitjans de comunicació, educació, transport, medi ambient i administració, en particular).
Es preveuen 8 seccions regionals per a treballar amb els consells de les àrees tradicionals. Cada secció estarà dirigida per un acadèmic, designat pel Senat tradicional, a proposta del Consell tradicional.
L'ALK serà dirigit per un director i administrat per un consell d'administració. El consell d'administració serà assistit per un consell científic i tècnic amb opinió consultiva sobre qüestions lingüístiques. A més de vuit acadèmics, hi podran seure al consell d'administració alguns organismes amb veu consultiva: l'Agència de Desenvolupament de la Cultura Canac o la Universitat de Nova Caledònia. La creació de l'ALK s'inclou en el contracte per al desenvolupament intercol·lectiu 2006-2010.